# Karl Wiedner
Karl Wiedner (* 5. März 1953 in Graz) ist ein österreichischer Kaffeehausbetreiber und ehemaliger Politiker (FPÖ/Liste Hirschmann). Wiedner war von 1996 bis 2005 Landtagsabgeordneter der Steiermark.

## Ausbildung und Beruf
Wiedner absolvierte die Volksschule in Lebring und die Hauptschule in Wildon, bevor er an die Handelsschule in Leibnitz wechselte. In der Folge besuchte er das Bundesrealgymnasium für Berufstätige in Wiener Neustadt. Seine berufliche Karriere begann er 1971 als Mitarbeiter der Sparkasse Wildon, ab 1980 war er an der Theresianischen Militärakademie tätig, wo er eine Ausbildung zum Berufsoffizier erhielt. 1983 erfolgte seine Ausmusterung zum Leutnant. Wiedner war als Offizier in Bad Radkersburg und Straß in Steiermark eingesetzt, bevor er 1992 als Major abrüstete. Danach machte er sich als Inhaber des Steirer-Cafe in Lebring selbständig.

## Politik und Funktionen
Wiedner war zwischen 1995 und 2005 als Gemeinderat in Lebring aktiv und wirkte zwischen dem 12. Jänner 1996 und dem 25. Oktober 2005 als Landtagsabgeordneter der Steiermark. Im Landtagsausschuss für Infrastruktur und des Raumordnungsbeirates hatte er während zweier Landtagsperioden die Funktion des Obmanns inne. Innerparteilich war er von 2000 bis 2005 als FPÖ-Landesparteisekretär tätig, zudem wurde er 1998 zum FPÖ-Bezirksobmann Leibnitz gewählt. Mit dem 12. August 2005 legte Wiedner alle seine Funktionen in der Freiheitlichen Partei zurück und wechselte in das Team der „Liste Hirschmann“, für das er als Spitzenkandidat im Wahlkreis 2 hinter Parteigründer Gerhard Hirschmann selbst auf dem zweiten Listenplatz kandidierte. Da die Liste Hirschmann den Einzug in den Landtag klar verfehlte, beendete Wiedner in der Folge seine politische Karriere. Wiedner ist als Funktionär in der Wirtschaftskammer aktiv, wo er unter anderem die Funktion des Spartenobmann-Stellvertreters innehat.

## Auszeichnungen
- Großes Goldenes Ehrenzeichen des Landes Steiermark (2007)[3]